# Estación de Tama-plaza
Tama-plaza (たまプラーザ駅' Tama-puraaza-eki?) es una estación de ferrocarril propiedad de la compañía Tokyu, que da servicio a la Línea Den-en-toshi. Se localiza en Yokohama, prefectura de Kanagawa. Su código es DT15.

## Historia
El 1 de abril de 1966 se inaugura la estación. En 2006, la compañía Tokyu comenzó a remodelar la estación y sus alrededores. Se instaló una cubierta sobre los andenes y se abrieron sobre ella negocios y una plaza delante de la estación. En 2009 se abre Tama Plaza Terrace Gate Plaza II.
Al año siguiente se abre Tama Plaza Terrace Gate Plaza III. En 2018 se instalan las puertas de andén.

## La estación
Se trata de una estación subterránea con dos andenes laterales que dan servicio a dos vías.

## Servicios ferroviarios
| procedencia/destino    | < estación | Línea | estación > | destino/procedencia                 |
| ---------------------- | ---------- | ----- | ---------- | ----------------------------------- |
| Nagatsuta・Chuo-rinkan | Azamino    |       | Saginuma   | Shibuya・Oshiage(Skytree)・Kasukabe |

## Galería de fotos

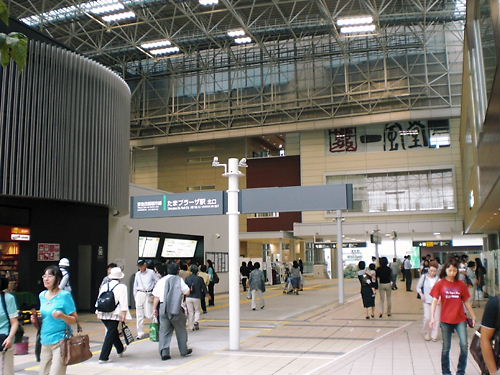
Salida norte
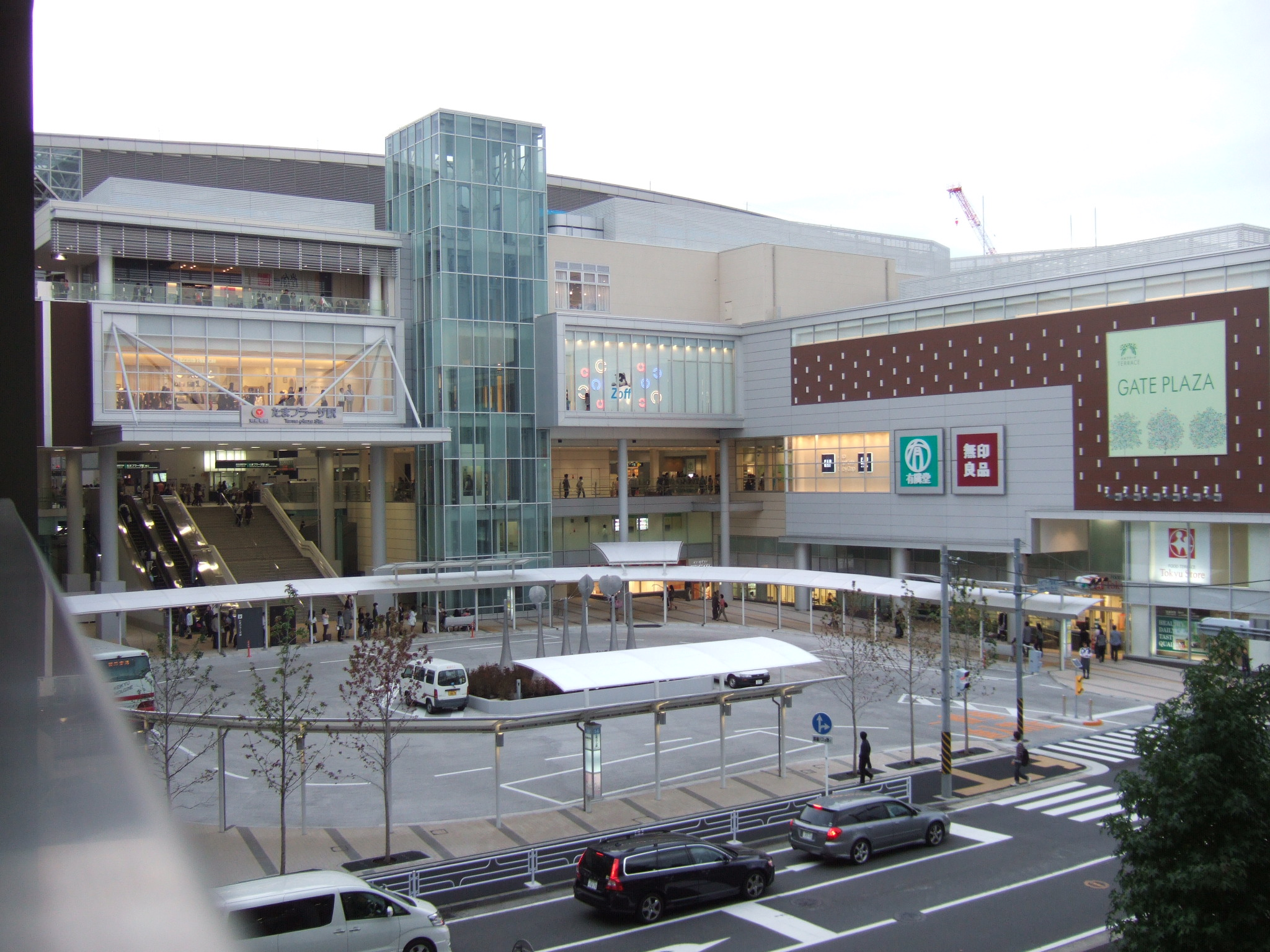
Acceso Sur (noviembre de 2009)
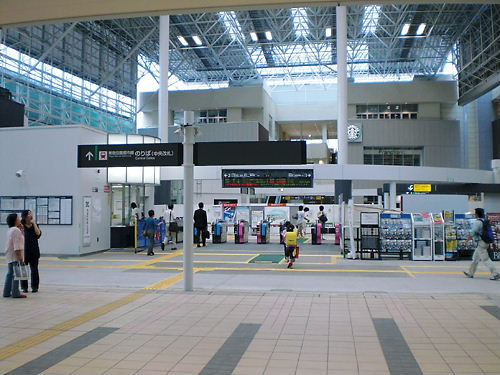
Tornos de entrada (septiembre de 2009)
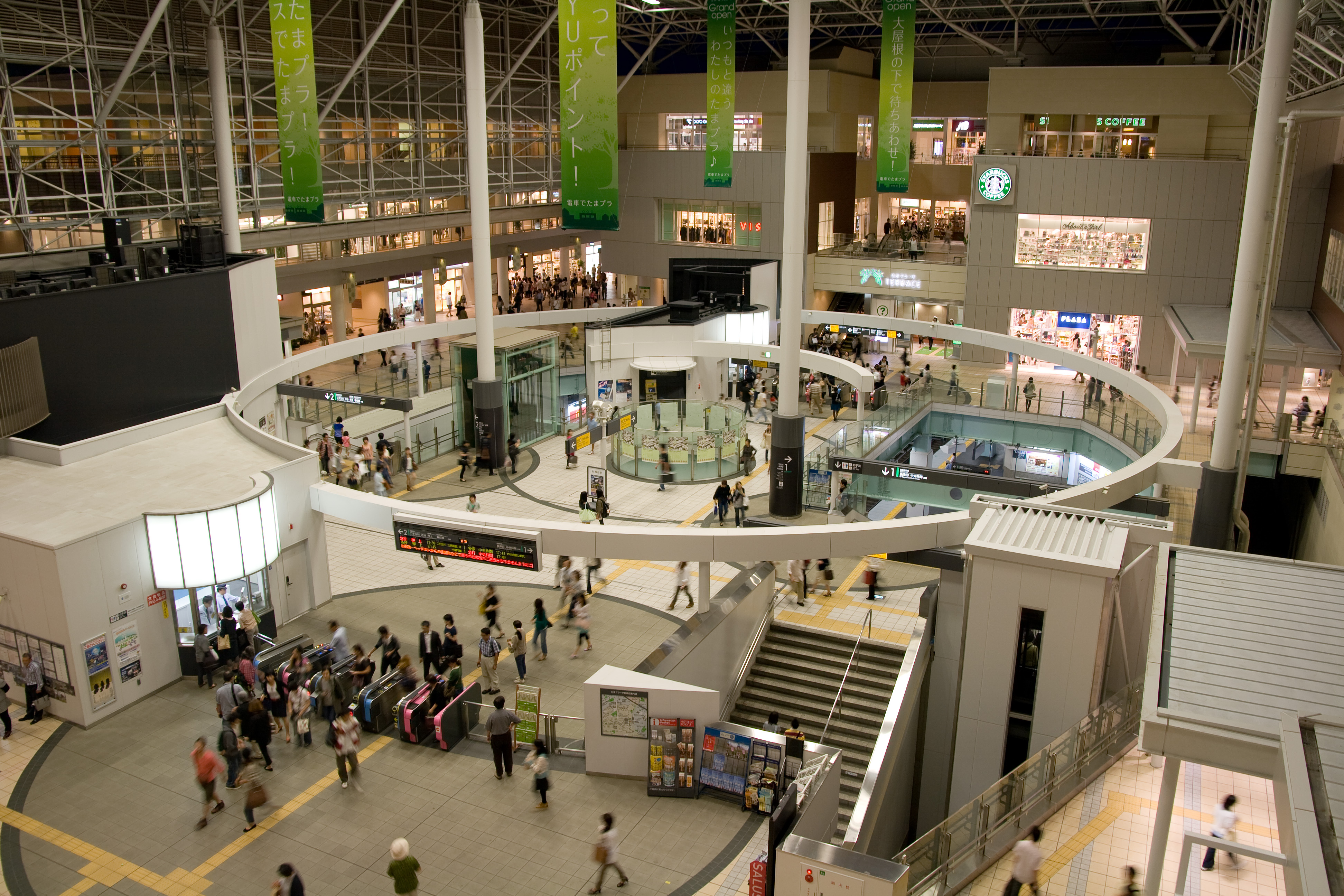
Vista aérea de las instalaciones de la estación (octubre de 2010)
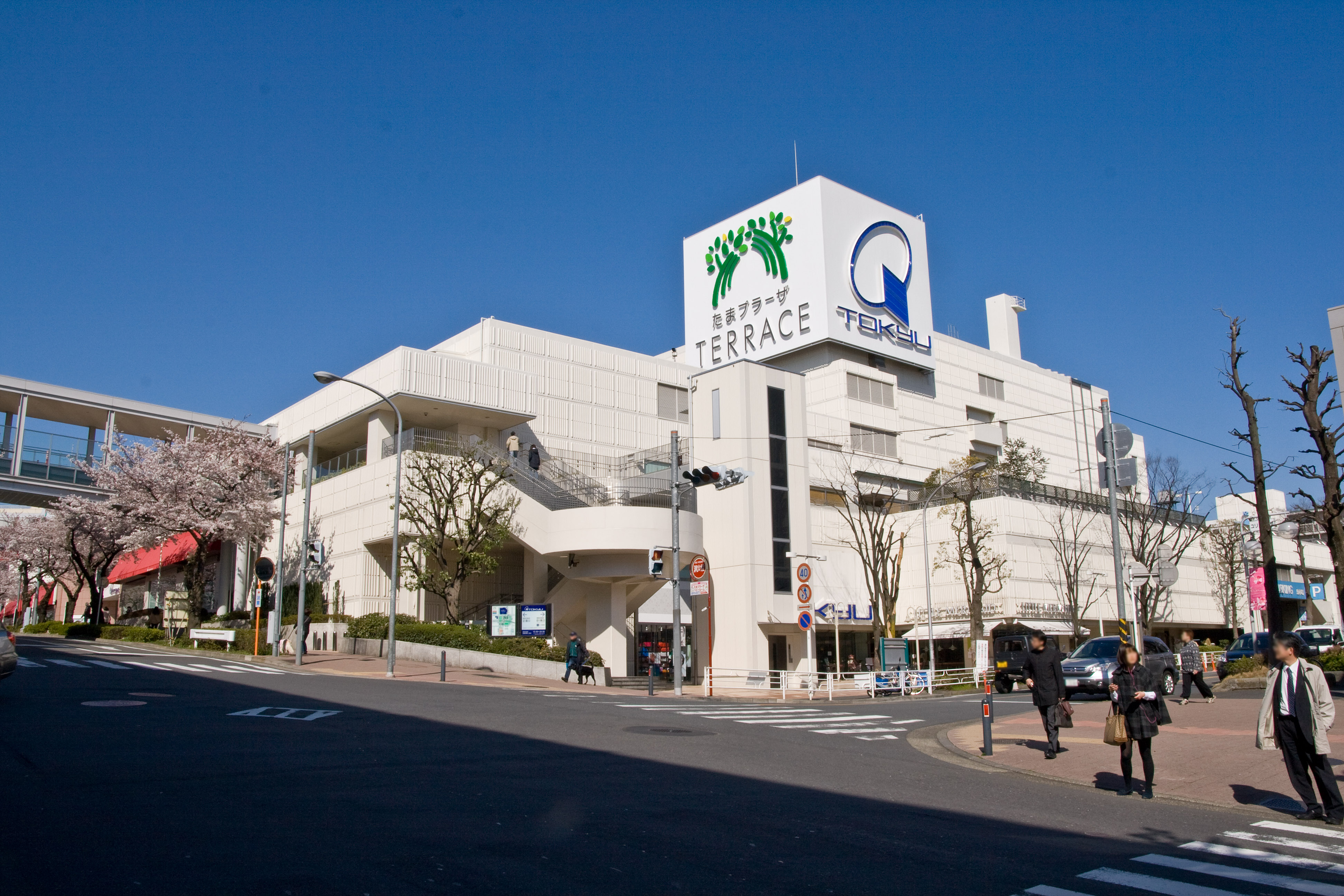
Tama Plaza Terrace North Plaza

### Edificio antiguo y aspecto durante la remodelación

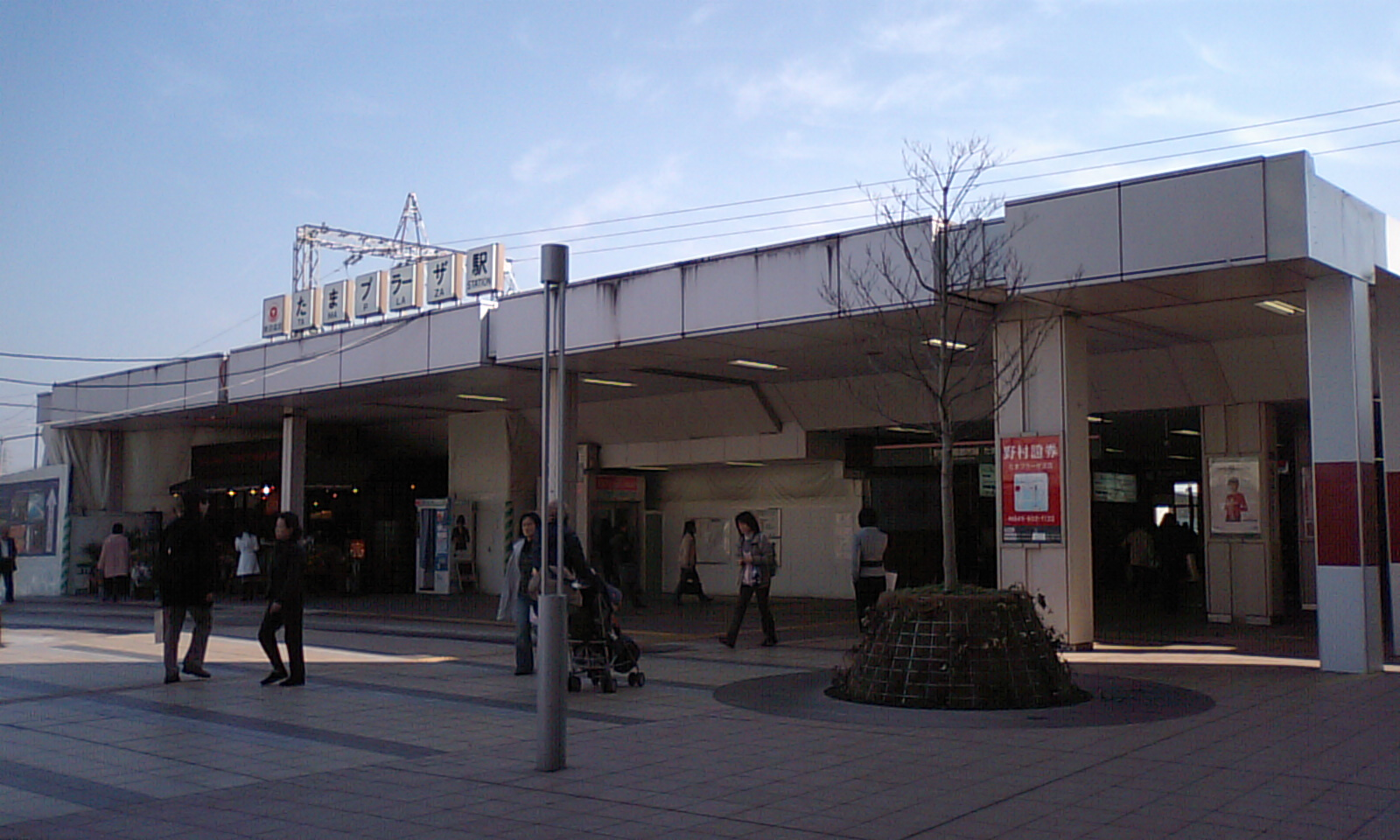
Antiguo edificio de la estación (Acceso norte) (22 de febrero de 2008)
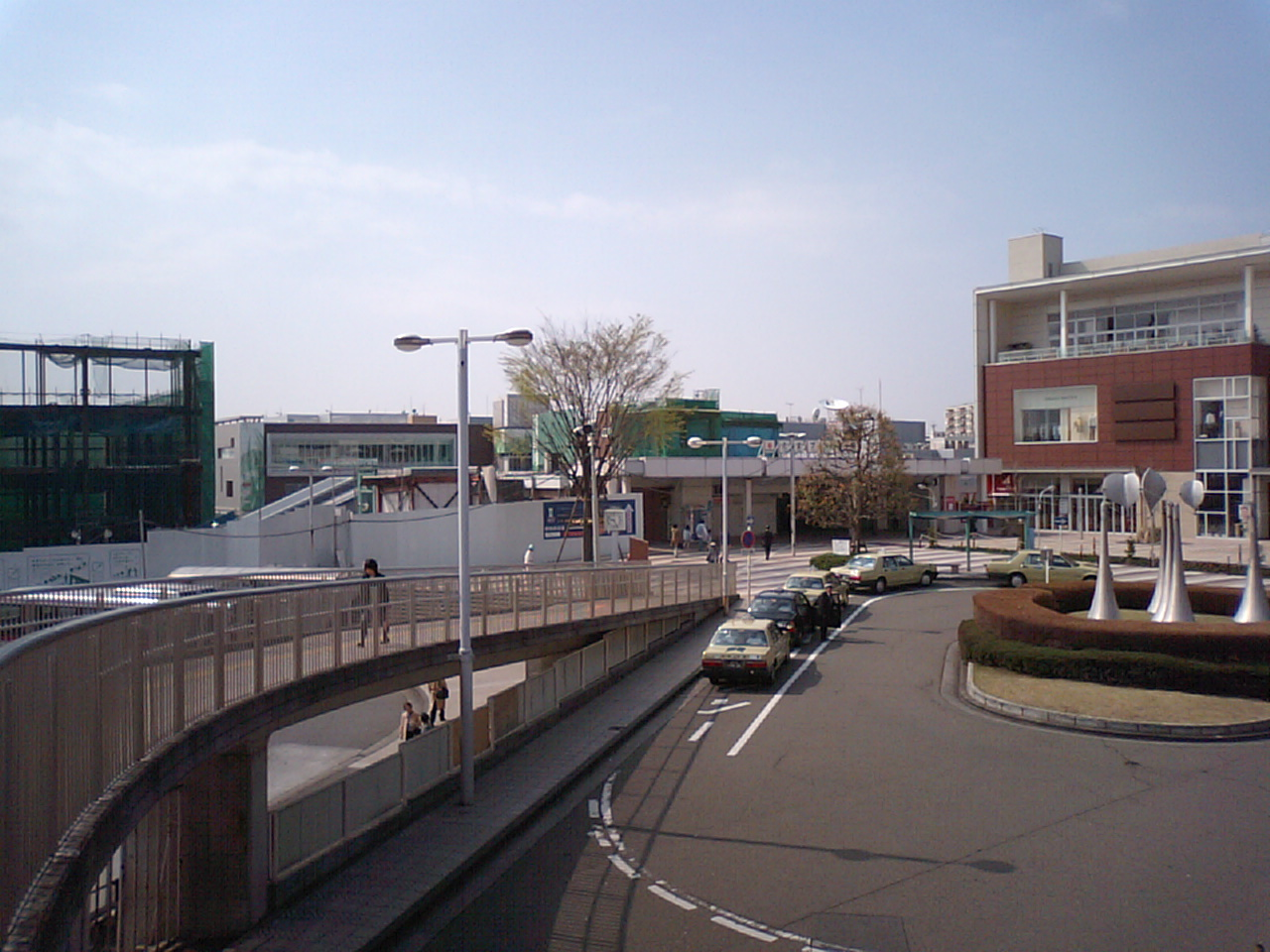
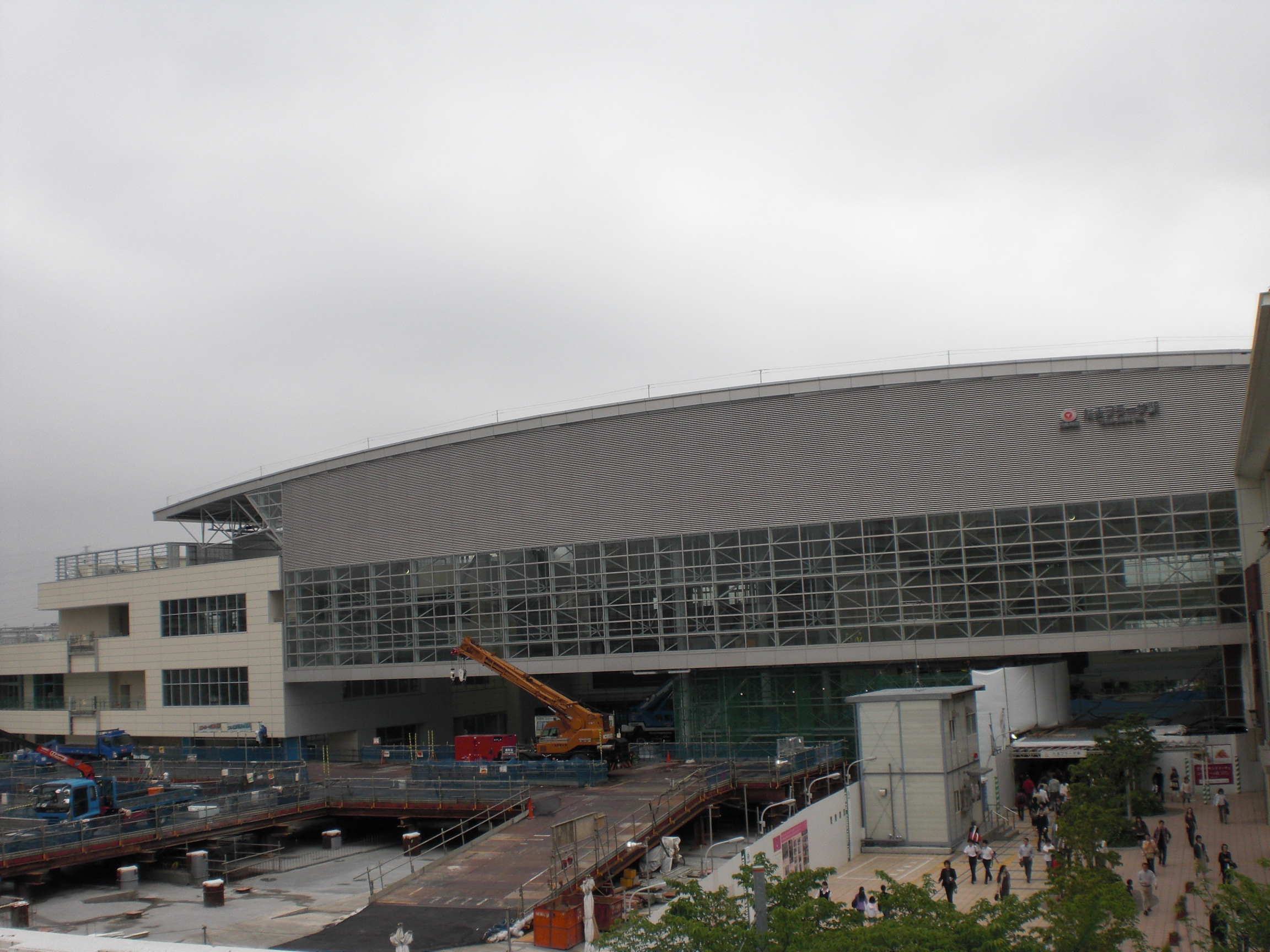
Acceso norte durante la remodelación (30 de mayo de 2009)
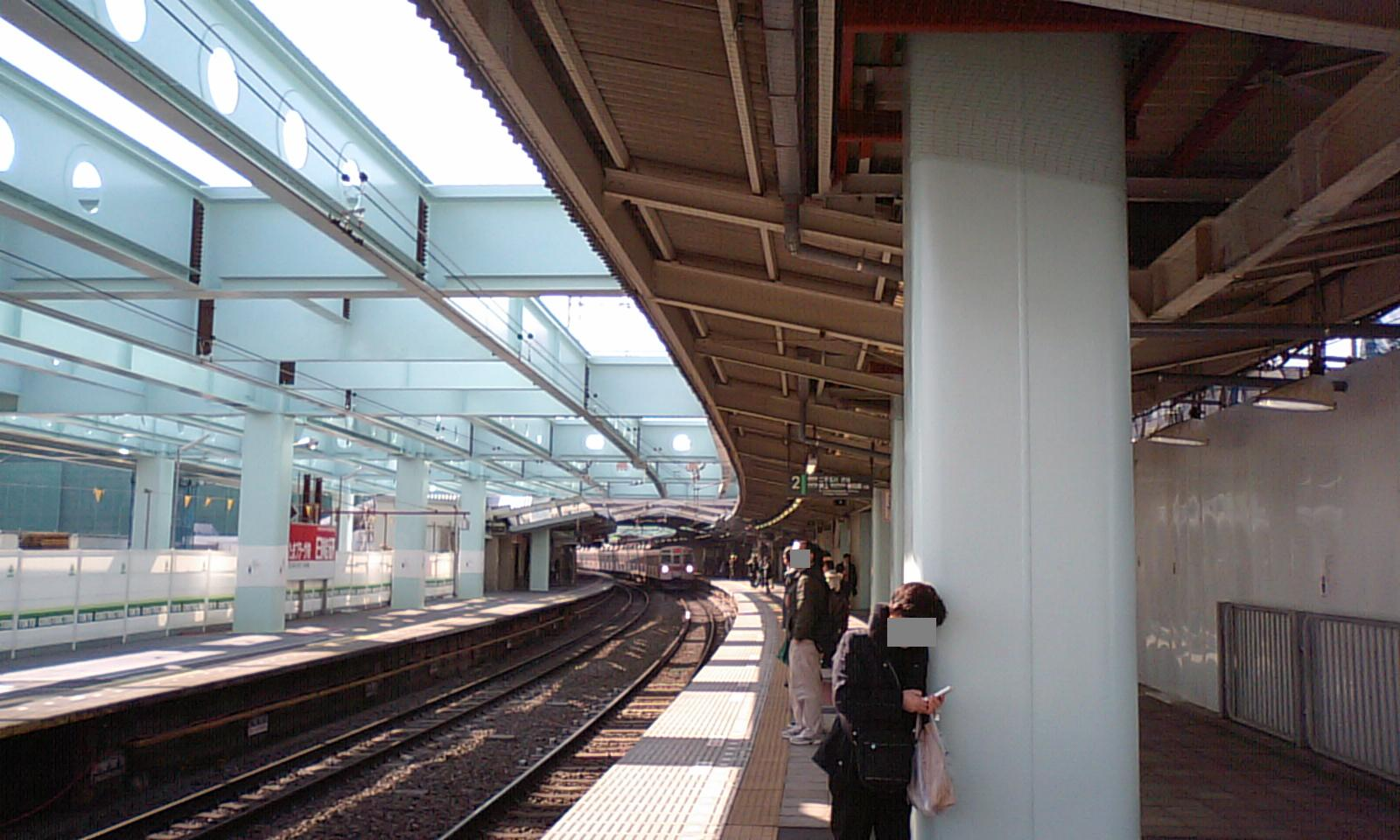
Andén en construcción (22 de febrero de 2008)